# Anthem Lights
Gli Anthem Lights, precedentemente noti come Yellow Cavalier, sono un gruppo cristiano statunitense provenienti da Nashville, Tennessee. Il gruppo ha pubblicato un EP sotto il loro vecchio nome e un EP sotto il loro nome attuale. L'album di debutto del gruppo è stato pubblicato il 10 maggio 2011 dalla Reunion Records. La band è formata attualmente da Alan Powell, Chad Graham, Caleb Grimm e Joseph Stamper.

## Gli inizi

### Progetto solista (2007)
Anthem Lights era iniziato come un progetto solista per il cantante Chad Graham nell'autunno del 2007. Sia lui che il cantautore Alan Powell vivevano a Los Angeles, a scrivere musica per il progetto solista di Graham. Quando il progetto definitivo venne stabilito, sia Graham che Powell si resero conto che le canzoni che avevano scritte erano più adatte ad essere cantate come un gruppo. Fu allora che decisero di avvisare i propri contatti alla Liberty University, nel tentativo di reclutare membri per quello che era ormai un gruppo musicale.
I contatti della Liberty University raggiunsero il consenso che Caleb Grimm e Kyle Kupecky fossero i migliori candidati per il progetto. Dopo aver ricevuto le notifiche via e-mail, Graham ha volato da Los Angeles per incontrare Grimm e Kupecky, i quali accettarono la proposta di appartenenza al gruppo. Powell, invece, si aggregò al gruppo all'ultimo minuto.

### Yellow Cavalier (2008-2009)
Il nome originale del gruppo era Yellow Cavalier. Il gruppo ha registrato un omonimo EP sotto questo nome il quale è stato pubblicato in maniera indipendente il 26 maggio 2009.
Il gruppo cambiò il nome in Anthem Lights prima che gli altri progetti fossero stati realizzati.

## Il cambio di nome e il contratto discografico (2010)
Il nome del gruppo cambiò in Anthem Lights qualche tempo dopo la pubblicazione del loro EP sotto il nome di Yello Cavalier. Mesi dopo il gruppo firmò un contratto discografico con la Reunion Records. Il cantante Kyle Kupecky commenta sul significato che c'era dietro al nome:
"Queste canzoni e questo disco sono il nostro inno per il mondo che dice: Ascoltate, lo sappiamo che ci sono molte tenebre in questa vita, ma alla fine di tutto, la luce vincerà. Noi vogliamo essere la luce per le persone mostrandogli chi è la luce del mondo."

## Tour nazionali (2011-presente)
Gli Anthem Lights hanno partecipato al Listen to the Sound Tour della band Building 429. Poi, nel 2011, hanno partecipato al Rock & Worship Roadshow tour insieme ai MercyMe, Jars of Clay, e The Afters.
Il 6 maggio del 2012, durante lo show a Williamsburg, VA, Kyle Kupecky ha annunciato la sua separazione dal gruppo. Lui stava pianificando una carriera come artista cristiano solista. Una settimana dopo, Joseph Stamper è stato annunciato come nuovo membro del gruppo.

## Cover Ministry
Dal giugno del 2012, gli Anthem Lights, hanno iniziato a pubblicare una volta al mese delle cover di musica profana. La loro speranza era quella di far conoscere il loro ministero a persone che non ascoltano musica cristiana e quindi avvicinarli alla fede cristiana. Le loro cover in ordine di pubblicazione sono:
- "Give Your Heart a Break" originariamente di Demi Lovato (25 giugno 2012)
- "As Long As You Love Me" originariamente di Justin Bieber (30 luglio 2012)
- "We Are Never Ever Getting Back Together" originariamente di Taylor Swift (27 agosto 2012)
- "What Makes Your Beautiful/One Thing/Gotta Be You" originariamente degli One Direction (24 settembre 2012)
- "All I Want for Christmas" (5 novembre 2012)
- "Best of 2012 Mashup" (31 dicembre 2012)
- "This I Promise You" originariamente degli NSYNC (5 febbraio 2013)
- "Don't You Worry Child" originariamente degli Swedish House Mafia (25 febbraio 2013)
- "All Around the World" originariamente di Justin Bieber (27 marzo 2013)
- "Mirrors" originariamente di Justin Timberlake (8 maggio 2013)
- "Heart Attack" originariamente di Demi Lovato (5 giugno 2013)